# Kirko Bangz
Kirk Randle (Houston, Teksas, SAD, 20. kolovoza 1989.), bolje poznat po svom umjetničkom imenu Kirko Bangz, američki je reper i tekstopisac. Trenutno ima potpisan ugovor s diskografskom kućom Warner Bros. Records.

## Život i karijera
Kirko Bangz je rođen kao Kirk Randle, 20. kolovoza 1989. godine u Houstonu, Teksasu. Dok je bio dijete odgajala ga je samo majka. Počeo je repati s 15 godina, te je kao motivaciju koristio majčinu bol. Pohađao je sveučilište Prairie View A&M gdje se bazirao na studiju komunikacija. Dok je pohađao sveučilište, objavio je svoj prvi miksani album Procrastination Kills. Tim albumom privukao je pozornost studenta, te sadašnjeg menadžera D Willa. Kasnije su uslijedila još dva miksana albuma Progression i Procrastination Kills 2. Kirko je svoj prvi službeni singl "What Yo Name Iz?" objavio 7. veljače 2011. godine. Kasnije u lipnju iste godine objavljen je i remiks pjesme na kojem gostuju Big Sean, Wale i Bun B. Singl "What Yo Name Iz?" je završio na poziciji broj 41 na top ljestvici Billboard Hot R&B/Hip-Hop Songs. Četvrti miksani album Procrastination Kills 3 stvorio je i drugi uspješniji singl "Drank In My Cup" koji je objavljen 16. rujna 2011. godine. Singl je na top ljestvici Billboard Hot 100 završio na poziciji broj 52. Svoj peti miksani album Progression 2: A Young Texas Playa objavio je početkom 2012. godine.

## Diskografija

### Miksani albumi
- Procrastination Kills (2009.)
- Progression (2009.)
- Procrastination Kills 2 (2010.)
- Procrastination Kills 3 (2011.)
- Progression 2: A Young Texas Playa (2012.)
- Procrastination Kills 4 (2012.)

### Singlovi
| "What Yo Name Iz?"                                                                         | 2011 | —  | 41 | — | Procrastination Kills 3            |
| "Drank In My Cup"                                                                          | 2011 | 28 | 5  | 1 | Progression 2: A Young Texas Playa |
| "—" znači da singl nije objavljen u tom području ili da nije dospio na glazbenu ljestvicu. |      |    |    |   |                                    |

## Vanjske poveznice
- Službena stranica  Arhivirana inačica izvorne stranice od 30. ožujka 2012. (Wayback Machine)
- Kirko Bangz na Twitteru
- Kirko Bangz na MySpaceu